# ワンダーランド (A.F.R.Oの曲)
「ワンダーランド」はA.F.R.Oの配信限定シングル。トイズファクトリーから2013年10月23日に配信された。配信限定曲は「空の向こうへ」から約2年振りとなる。後に2枚目のアルバムの『アフロより愛をこめて』に初CD化で収録されている。(Wonderland 名義)

## 曲の詳細
1. ワンダーランド [4:39]
  - 作詞・作曲 : A.F.R.O